# İbrahim Kaypakkaya
İbrahim Kaypakkaya, född 1949 i provinsen Çorum, Turkiet, död 18 maj 1973 i Diyarbakır, Turkiet, var en turkisk marxist-leninistisk revolutionär.

## Biografi
Efter gymnasiet började Kaypakkaya studera till lärare i Istanbul och lärde då känna den vänsterrevolutionära ideologin. Eftersom det förekom separation mellan FKF(Fikir Kulupleri Federasyonu) och TIP (Turkiye Isci Partisi) valde han MDD (National Demokratisk Revolution)s-sidan. 
Ibrahim Kaypakkaya var också journalist. Han skrev i tidningarna İşçi-Köylü (Arbetare-Bybor), Aydinlik och Turk Solu (Turkiska Vänstern). Separationen i Aydinlik gjorde att han följde ledaren Dogu Perincek och hans tidskrift PDA. 
Han var medlem i TIIKP (Turkiska Revolutionära Arbetar- och Byborpartiet) och PDA till 1972. Han anklagade senare D. Perincek och hans omgivning för att vara revisionister och opportunister, därefter skapade Kaypakkaya och hans vänner TKP/ML-TIKKO (Turkiska Kommunist Partitet/Marksist Leninist - Turkiska Arbetare Och Bybornas Frihets Arme). TKP/ML och partiets revolutionära armé som var en marxist-leninist-maoistiskt gerillarörelse gjorde ett kompakt motstånd mot den turkiska fascismen i staden Tunceli(Dersim).
24 januari 1973 anfölls Kaypakkaya och hans kamrater i berget Vartinik av militären. Hans nära vän Ali Haydar Yildiz dog och Ibrahim Kaypakkaya flydde skadad. Efter fem dagar i bergen hittade han ett hus i en by. Han bodde hos byns lärare, men läraren var motståndare och anmälde honom. Läraren blev mördad år 2000 av TKP/ML-TIKKO:s medlemmar.
Efter tre månaders tortyr berättade Kaypakkaya ingenting i förhören och till slut blev han skjuten. Man skar kroppen i bitar och lade bitarna i svarta påsar. 
Ibrahim Kaypakkaya sa under rättegången i Diyarbakir: "Vi kommunister hemlighåller aldrig vad vi tycker, tvärtom vi uttrycker oss i varje situation. Men när det gäller våra kontakter och informationer inom partiet och den revolutionära rörelsen berättar vi aldrig vad vi gör!"